# Jean-Michel Ferrand
Pour les articles homonymes, voir Ferrand.
Jean-Michel Ferrand, né le 31 août 1942 à Gardanne (Bouches-du-Rhône) est un homme politique français.

## Biographie
Jean-Michel Ferrand est partisan du rétablissement de la peine de mort pour les auteurs d'actes terroristes (proposition de loi 1521 du 8 avril 2004).
Il est réélu député le 17 juin 2007, pour la XIIIe législature (2007-2012), dans la 3e circonscription de Vaucluse. Il fait partie du groupe UMP. Il adhère au collectif parlementaire de la Droite populaire.
Il perd son mandat de député lors des élections du 17 juin 2012 au profit de Marion Maréchal, candidate du FN. Jean-Marie Le Pen avait prédit, en venant présenter la candidature de sa petite-fille, l'issue de la joute électorale : « Ferrand tu seras ferré ».
Candidat dans le canton de Monteux aux élections départementales de 2015, il arrive, avec 19,46 % des voix, derrière le FN et le PS, et ne peut (faute d'avoir obtenu l'équivalent d'au moins 12,5 % des inscrits) se maintenir au second tour. Le ticket FN l'emporte au second tour.

## Détail des mandats et fonctions
- 22 mars 1982 - 2 octobre 1988 : Membre du Conseil général de Vaucluse
- 14 mars 1983 - 19 mars 1989 : Adjoint au maire de Carpentras (Vaucluse)
- 30 septembre 1986 - 14 mai 1988 : Député de Vaucluse
- 13 juin 1988 - 1er avril 1993 : Député (3e circonscription de Vaucluse)
- 3 octobre 1988 - 27 mars 1994 : Conseiller général de Vaucluse
- 20 mars 1989 - 18 juin 1995 : Adjoint au maire de Carpentras (Vaucluse)
- 23 mars 1992 - 6 avril 1992 : Conseiller régional de Provence-Alpes-Côte d'Azur
- 30 mars 1992 - 27 mars 1994 : Vice-président du Conseil général de Vaucluse
- 2 avril 1993 - 21 avril 1997 : Député
- 28 mars 1994 - 18 mars 2001 : Conseiller général de Vaucluse
- 28 mars 1994 - 22 mars 1997 : Vice-président du Conseil général de Vaucluse
- 19 juin 1995 - 18 mars 2001 : Adjoint au maire de Carpentras (Vaucluse)
- 1er juin 1997- 18 juin 2002 : Député (3e circonscription de Vaucluse)
- 23 mars 1998 - 18 mars 2001 : Vice-président du Conseil général de Vaucluse
- 19 mars 2001 - 1er août 2002 : Conseiller municipal de Carpentras (Vaucluse)
- 18 juin 2002 - 17 juin 2007 : Député (3e circonscription de Vaucluse)
- 18 juin 2007 - 17 juin 2012 : Député (3e circonscription de Vaucluse)

## En savoir plus